# Le Voltigeur

Le Voltigeur est le journal de tranchées de la 12e division, édité pour la première fois le 26 avril 1917 « au 996e jour de la guerre ». Ce journal apparait tardivement au regard d’autres journaux de tranchées et se caractérise dès l’édito de son premier numéro par un sentiment anti-allemand très poussé pour redonner de la motivation après 3 ans de guerre (« le Voltigeur vous insufflera donc à la fois la « haine de Boche » et la volonté de vaincre »).
Sa devise est par ailleurs « La haine du Boche est un devoir national ».

## Origine du titre
Le terme "voltigeur" fait référence au soldat d'infanterie spécialisé dans les interventions au-delà de la première ligne de front.